# حلية أحيائية
الحلية الأحيائية هو بنية الحيوان التي تقوم بدور تجميلي غير مفيد في الظاهر. وتُستخدَم الحلي في العروض التي تهدف إلى جذب أحد القرناء. فأحيانًا يلجأ الحيوان إلى هز أو إطالة أو نشر حليته لكي يحوز انتباه الجنس الآخر الذي بدوره يختار الأكثر جاذبية بالنسبة له. ويكثر وجود الحلي في الذكور وانتقاء الذكور المبالغ في زينتهم يفيد الإناث لأن «الجينات الجيدة» ستنتقل إلى أجنتها فتزداد فرصة بقائها وتكاثرها. وتعد هذه الجينات «جيدة» فقط لزيادة احتمال انجذاب الذكور إلى الإناث التي تحمل هذه الجينات. وتعمل هذه البنى على الإلماع الجنسي الذي هو إشارات حسية تسفر عن استجابات التزاوج. ومن ثم تُنتخب السمات التجميلية عن طريق اختيار القرين.

## الاختيار الجنسي
هناك عدد من التفسيرات التطورية لوجود الحِلى. وداروين هو أول من افترض حقيقة أن الاصطفاء الجنسي الذي تقوم به الأنثى مسؤول عن تطور الريش المنمق والمناظر الأخاذة في ذكور الطيور مثل الكوازل والطيهوج. والانتقاء الجنسي هو الانتقاء على أساس الاختلافات الفردية في القدرة على الوصول إلى شريك التزاوج. وفي كتاب نشأة الإنسان والانتقاء الجنسي الذي كتبه داروين عام 1871 كان داروين متحيرًا من التزين البالغ الموجود في ذكور بعض الأنواع لأن هذا كان مضرًا بالبقاء على قيد الحياة وله آثار سلبية على نجاح عملية التكاثر. واقترح داروين تفسيرين لوجود مثل هذه السمات: أن تكون هذه السمات مفيدة في المعارك التي تنشب بين الذكور أو أنها مفضلة لدى الإناث.
وفي الآونة الأخيرة ظهرت نظريات بديلة للانتقاء الجنسي أكثرها يدور حول فكرة أن الحلي الظاهرة في الذكور ترتبط لدى الإناث بالجينات «الجيدة» عند الذكور بمعنى أن هذا يطمئنها على جودة الجينات التي يرثها أولادها (الصحة والحيوية البدنية وغيرها). وفي عام 1975، اقترح أماتوز زهاوي (Amotz Zahavi) قاعدة التعويق وهي فكرة أن الحلي الظاهرة لدى الذكور ما هي إلا عائق وأن الذكور الذين لديهم هذه الحلي يظهرون تفوقهم البدني بإثبات أنهم يستطيعون البقاء رغم وجود هذا العائق. ويعلم الأزواج المنتظرون أن الحلية تشير إلى مزية لأن الأزواج الأدنى في المرتبة لم يطيقوا ظهور هذه الحلي الفارغة الفارهة. وفي عام 1982، اقترح وليام هاملتون (W. D. Hamilton) وميرلين زوك (Merlene Zuk) أن حلى الذكور قد تكون وسيلة يستخدمها الذكور الأصحاء للتعبير عن خلوهم من الأمراض والطفيليات، وتعرف هذه الظاهرة في الوقت الحاضر بفرضية «الذكر المتألق». وتفترض هذه النظرية أنه إذا كان الحيوان مصابًا بمرض ما، فلن ينمو مثل هذا الريش ذي الألوان البراقة. فالمرض من الأسباب الرئيسة لوفيات الأحداث، ولذا تعمد الإناث إلى اختيار الذكور ذوي الحلي المنمقة للتأكد من إنجاب نسل خال من الأمراض.

## أمثلة

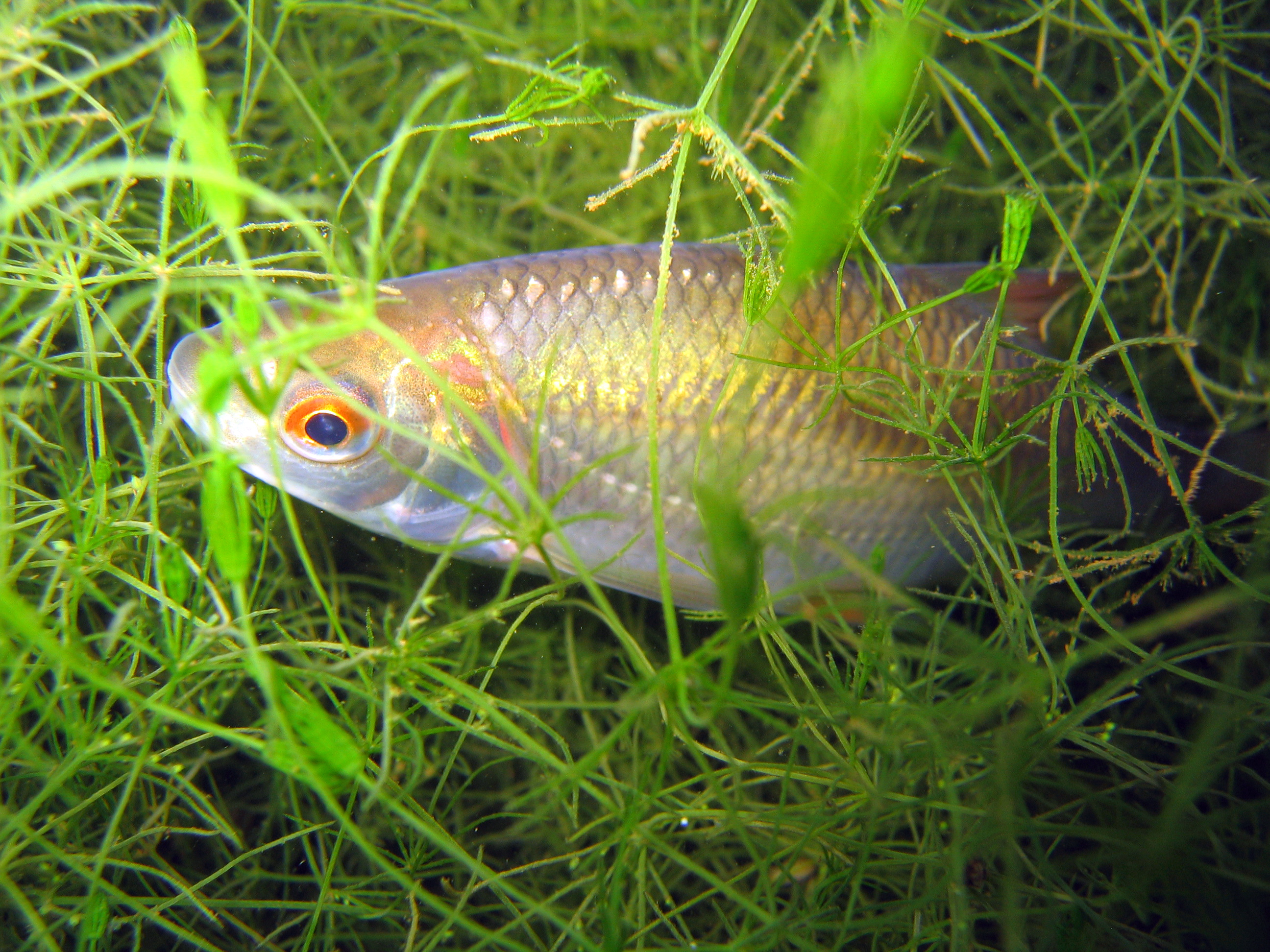
أحد ذكور السمك الراقص روتيلس (Rutilus) بألوانه البرّاقة على قشره

إن التزين سمة أحيائية منتشرة بين الطيور. تبدي ذكور الكوازال زينتهم الأخّاذة لتساعدهم في تسهيل عملية التزاوج. وكواسي جناح ذكور الكوازال وظهرها ورأسها متقزح اللون أما بطنها فحمراء اللون. وفي فصل التزاوج ينمو لدى ذكور الكوازال ريش توأمي على الذيل يكون ذيلاً رائعًا يصل طوله إلى ثلاثة أقدام (واحد متر) ذو ألوان نابضة بالحياة. ولا توجد أي زينة على جسم الإناث بل أغلبها وحيد اللون. وللألوان وطول ريش الذيل دور في مساعدة الكوازال في تحديد شريك التزاوج لأن الإناث تختار الذكور الأكثر بهاءً وتزينًا.
ومن بين الذكور الأخرى التي تعرض زينتها: الطيهوج وطائر الأرملة. تجتمع طيور الطيهوج في الليكات أو مناطق عرض خاصة وتتبختر وتعرض ريشها لتجذب قرينًا لها. بينما تعرض ذكور طائر الأرملة طويل الذيل الريش ذو الذيل الرائع أمام الإناث اللاتي ينتقين من الذكور أثناء طيرانهم كل في منطقة رعيه.
وتلاحظ الزينة الأحيائية أيضًا في السمك الراقص روتيلس (سمك الروش). تعد ذكور سمك الروش زينتها (حديبات استيلاد) أثناء فصل التزاوج. ويقوم الروش بتسرئة شبيهة بالرقص في حين تختار الإناث من بين الذكور، وعادة ما تختار الأكثر تزينًا.

## وظائف بديلة

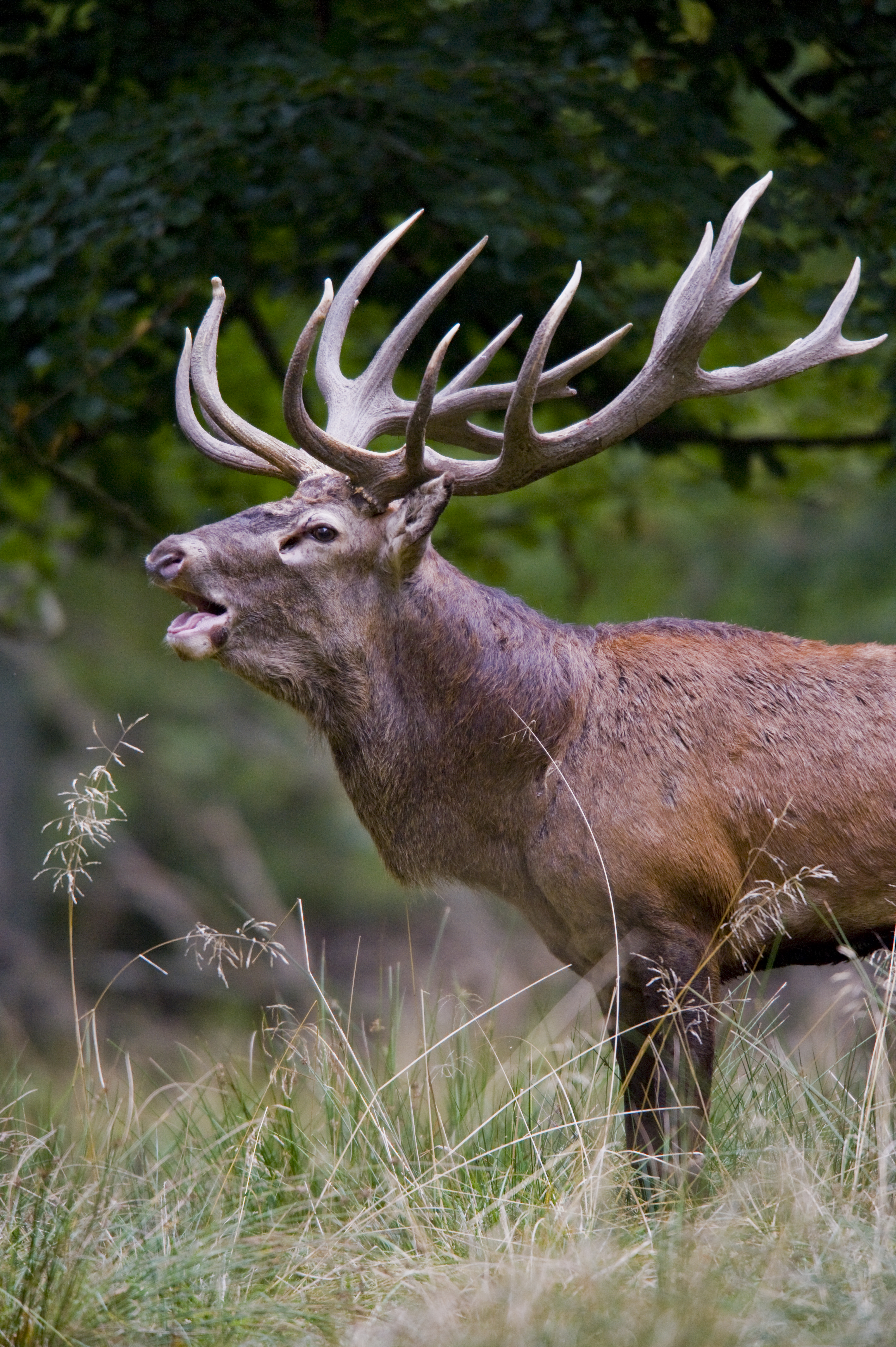
ذكر أيل أحمر بقرون كبيرة يستخدمها في مواجهة الأعداء

### الاستدراج
هناك أمثلة كثيرة التي تبدو فيها الزخرفة مجرد حلية ولكن يكون لها وظائف أخرى. فمثلاً، تقوم أنواع من العناكب بزخرفة شباكها بالحلي المتلألئة لكي لا تُوقِّع بفريستها. يستخدم عنكبوت الجرم السماوي تزيين شباكه الملونة فوق البنفسجية المتقنة في جذب النحل المتخصص في استخلاص الرحيق من الأزهار الشبيهة في اللون. وحينئذ يقوم العنكبوت بدوره في التقاط النحل بشباكه والتمتع بالفوائد الغذائية. وهكذا يتبين أن ما يبدو في ظاهره حلية لجذب الذكور، قد يكون في الواقع طعمًا لاقتناص الطعام.

### التسلح
إضافة إلى الاستخدام المعروف وهو جذب الإناث، تستخدم الأيل قرونها على أنها سلاح تقاتل به الذكور المنافسين في الصراع من أجل الفوز بالإناث. تقوى القرون قبيل فصل التزاوج بقليل ثم ترجع إلى ما كانت عليه قبل ذلك، وهذا يحدث في الإناث فقط (باستثناء حيوان الكاريبو). وتستخدم القرون بكثرة في القتال وفي الطقوس وفي مباريات مصارعة القرون.